# Jaime Echenique
Jaime Jesús Echenique Salinas (Barranquilla, 27 aprile 1997) è un cestista colombiano.

## Carriera
Con la Colombia ha disputato i Campionati americani del 2022.